# دیوردی هورکایی
دیوردی هورکایی (مجاری: Horkai György؛ زادهٔ ۱ ژوئیهٔ ۱۹۵۴) بازیکن واترپلو اهل مجارستان بود.